# ابراهیم الیازجی

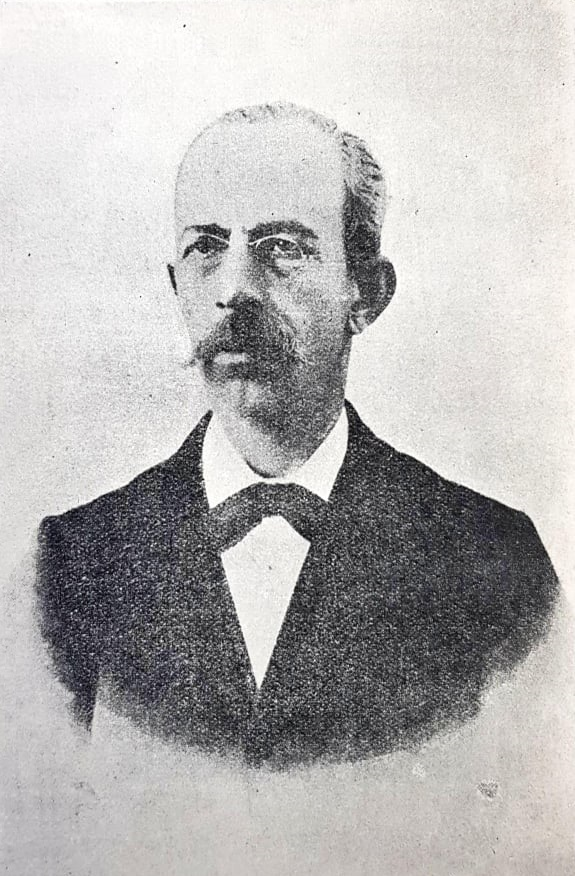
ابراهیم الیازجی

ابراهیم الیازجی (به عربی: ابراهیم الیازجی) (زادهٔ ۱۸۴۷ در بیروت – درگذشتهٔ ۱۹۰۶ میلادی) فیلولوگ، شاعر و روزنامه‌نگار عثمانی بود. او از مارونیهای لبنان است. او هم‌چنین فرزند شاعر لبنانی، ناصیف الیازجی است.

## زندگی‌نامه
خانواده الیازجی اصالتاً حمصی بودند و قبل از تولد او به بیروت مهاجرت کردند.
او ویراستار روزنامه‌ها و مجلات متعددی بوده‌است. وی هم‌چنین آموزش‌دیدهٔ مکتب یسوعی‌ها برای ترجمهٔ کتاب مقدس به زبان عربی بود. ترجمهٔ کتاب مقدس توسط بوستانی، ناصیف و ابراهیم الیازجی از اولین ترجمه‌های این کتاب به زبان عربی مدرن بودند.
یکی از مهم‌ترین نوآوری‌های یازجی‌ها ایجاد یک قلم عربی بسیار ساده بود؛ وی و هم‌کاران با کاهش انواع نویسه‌های عربی از ۳۰۰ به ۶۰ عدد به طوری که این کاراکترها تا حدود زیادی شبیه کاراکترهای الفبای لاتین شده‌بودند، توانستند با این روند کمک شایانی به ایجاد ماشین تحریر عربی کنند.

## آثار
- Raif Georges Khoury:-Importance et rôle des traductions arabes au XIX siècle comme moteur de la Renaissance arabe moderne. In: Les problématiques de la traduction arabe hier et aujourd’hui. Textes réunis par Naoum Abi-Rached. Strassbourg 2004. 47-95.
- Raif Georges Khoury: Quelques remarques sur le rôle des libanais dans la renaissance arabe moderne. In: Romanciers Arabes du Liban. Hrg. Edgard Weber. Toulouse 2002. 7-48.